# Paphiopedilum areeanum
Paphiopedilum areeanum är en orkidéart som beskrevs av Olaf Gruss. Paphiopedilum areeanum ingår i släktet Paphiopedilum och familjen orkidéer. Inga underarter finns listade i Catalogue of Life.